# Steve McMichael
Stephen Douglas (Steve) McMichael, detto Mongo (Houston, 17 ottobre 1957 – Joliet, 23 aprile 2025), è stato un wrestler, giocatore di football americano e allenatore di football americano statunitense nella National Football League (NFL). Al college giocò a football alla University of Texas dove fu nominato All-American. Nella NFL giocò con New England Patriots, Chicago Bears e Green Bay Packers, vincendo il Super Bowl XX con i Bears. In seguito divenne un lottatore professionista e un commentatore per la World Championship Wrestling (WCW), e durante questo periodo fu anche membro del gruppo dei Four Horsemen, storica stable del mondo del wrestling. È stato introdotto nella Pro Football Hall of Fame nel 2024.

## Biografia

### Carriera nel football
McMichael fu scelto nel terzo giro del Draft NFL 1980 dai New England Patriots. I Chicago Bears lo acquisirono come free agent nel 1981, divenendo uno dei loro defensive tackle titolari e contribuendo alla vittoria del Super Bowl nel 1985. McMichael disputò 101 partite consecutive come titolare fino al 1990, quando i minuti in campo a sua disposizione iniziarono a limitarsi. Nel 1988 guidò i Bears con 11,5 sack. L'anno seguente concluse con un primato in carriera di 108 tackle. Fu convocato come titolare per il Pro Bowl nel 1986 e nel 1987.
McMichael balzò agli onori delle cronache nel 1991 in una gara contro i New York Jets. Con i Bears in svantaggio 13-6 a un minuto e 54 secondi dalla fine, forzò un fumble su Blair Thomas e lo recuperò sulla linea delle 36 yard di New York. Il quarterback Jim Harbaugh poco dopo lanciò il touchdown del pareggio per Neal Anderson. Con 18 secondi alla fine della gara, Harbaugh segnò un altro touchdown su una corsa da una yard. Il capo-allenatore dei Bears Mike Ditka affermò nel 2005 che McMichael fu il giocatore più duro che abbia mai allenato. Steve giocò una stagione con i Green Bay Packers nel 1994 prima di ritirarsi.

### Morte
McMichael è morto nel 2025, per complicazioni della SLA.

## Palmarès

### Franchigia
- Super Bowl : 1

Chicago Bears: XX
- National Football Conference Championship: 1

Chicago Bears: 1985

### Individuale
- Convocazioni al Pro Bowl: 2

1986, 1987
- First-team All-Pro: 2

1985, 1987
- Second-team All-Pro: 2

1986, 1991
- Pro Football Hall of Fame (classe del 2024)